# Máquina de sexo
Uma máquina de sexo é um equipamento mecânico usado para simular relações sexuais ou outras atividades sexuais.
Os dispositivos podem ser penetrantes ou extrativos. O termo "máquina de sexo" geralmente é usado para descrever uma máquina penetrante que trabalha por meio de transferência de força rotacional ou por meio de movimento alternado com o auxílio de um motor que realiza um deslocamento direcional em um eixo inclinado por um consolo.  Um dispositivo extrativo funciona como uma máquina de ordenhar e pode ser anexado ao pênis, mama ou outra parte do corpo.

## História e uso

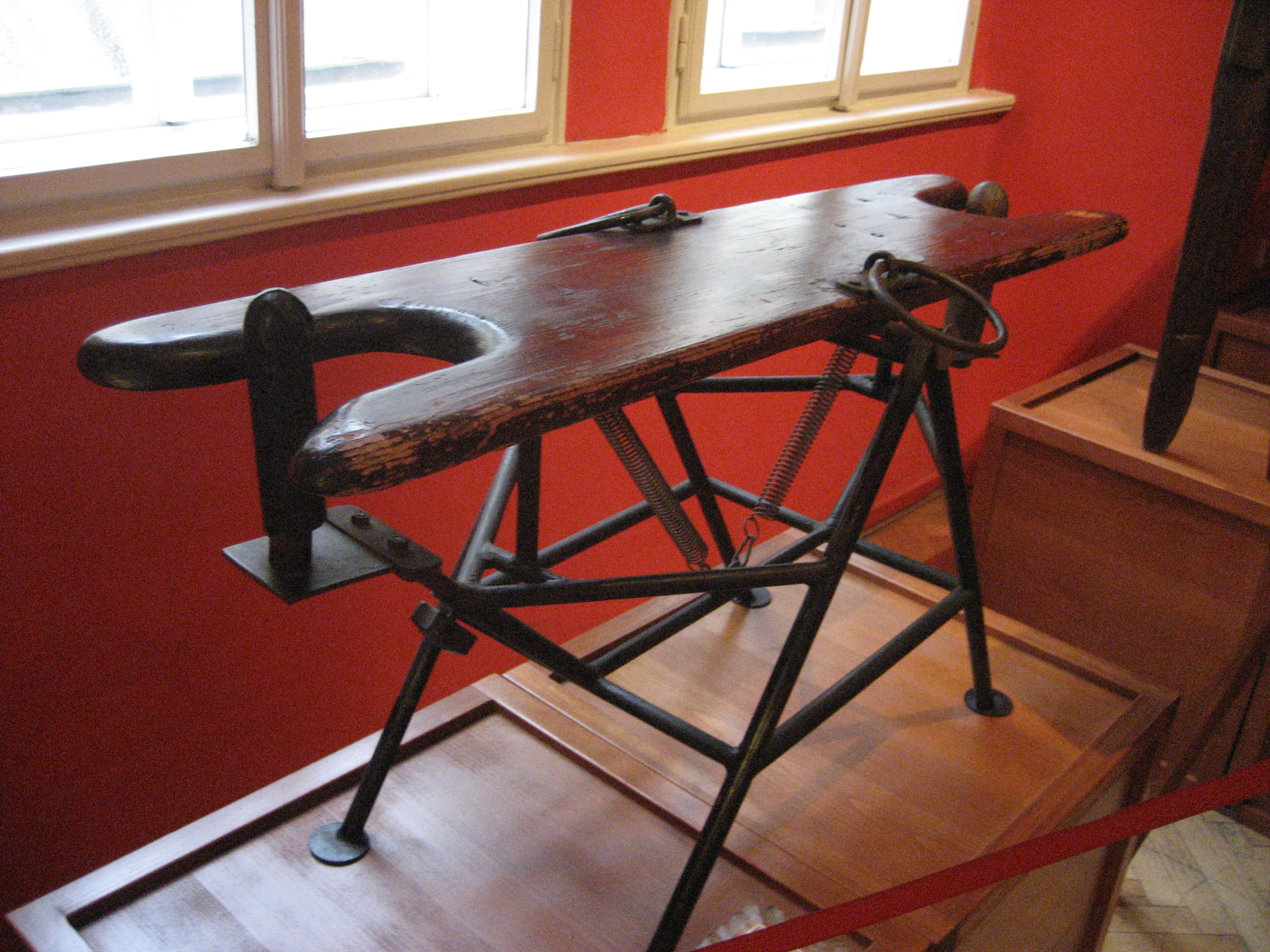
Um dispositivo semelhante a uma gangorra no Museu das Máquinas Sexuais em Praga, República Checa

O vibrador foi originalmente inventado para o tratamento da histeria em mulheres vitorianas através do orgasmo médico induzido pela massagem do clitóris. Esses primeiros dispositivos mecânicos eram muito maiores e mais poderosos que os vibradores modernos e foram usados pela primeira vez por médicos e, posteriormente, tornaram-se populares em casas de banho na Europa e nos EUA no início do século XX. Versões mais compactas e com energia elétrica apareceram brevemente brevemente como auxiliares de saúde nos catálogos de lojas de departamento.
Os dispositivos modernos  de estimulação erótica automatizada diferem dos vibradores porque penetram e pulsam. Esses dispositivos às vezes são usados como parte das práticas de BDSM isoladas ou em parceria. A Teledildonics combina o uso de várias máquinas sexuais e uma interface da web, usada remotamente por um parceiro. As máquinas sexuais modernas disponíveis no mercado incluem bombas de vácuo, instrumentos que fornecem choques elétricos calibrados para os mamilos e órgãos genitais, e bonecas infláveis masculinas ou femininas em tamanho natural com orifícios vibrantes e penetráveis.
A conferência Arse Elektronika apresenta regularmente demonstrações de máquinas sexuais e debates acadêmicos sobre esses dispositivos.

## Risco de lesões internas
Em 2009, uma mulher de Maryland precisou de tratamento médico urgente após a haste de uma máquina de sexo caseira cortar o consolo de plástico, causando ferimentos vaginais graves.

## Exemplos
- Fuckzilla (por kink.com): uma máquina de sexo com um vibrador e um dispositivo para lamber (2007)[8]
- Nekropneum Fuckenbrust Neckhammer 40k: uma máquina de sexo por grupo monochrom que foi apresentada no NRW-Forum Düsseldorf em março de 2019[9][10][11]

## Na cultura popular

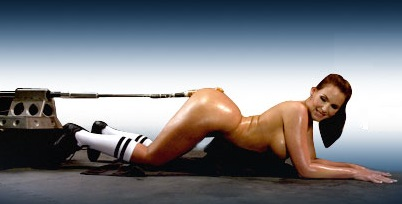
Mulher com uma máquina de sexo moderna

No filme de 2008 Burn After Reading, o agente do Tesouro dos EUA, Harry Pfarrer, constrói uma "cadeira com vibrador" acionada por pedal. O site pornográfico Fucking Machines tem sido destaque na grande imprensa como uma fonte de informações e descrições relacionadas ao uso de máquinas de sexo.
Em 2011, J. Michael Bailey organizou um fórum para uma demonstração ao vivo de uma máquina de sexo para sua classe na Northwestern University, o que levou à cobertura internacional da imprensa, perguntas sobre cursos de faculdade adequados e questões sobre liberdade acadêmica.